# Nabil Bentaleb
Nabil Bentaleb (Rijsel, 24 november 1994) is een Algerijns-Frans voetballer die doorgaans als middenvelder speelt. Hij verruilde Angers SCO in de zomer van 2023 voor Lille OSC. Bentaleb debuteerde in 2014 in het het Algerijns voetbalelftal.

## Clubcarrière

### Jeugd
Bentaleb speelde in de jeugdopleidingen van achtereenvolgens AJS Wazemmes, Lille OSC, Excelsior Moeskroen, USL Dunkerque, tot hij in januari 2012 op 17-jarige leeftijd terechtkwam in de jeugdopleiding van Tottenham Hotspur.

### Tottenham Hotspur
Tijdens het seizoen 2012/13 brak Bentaleb door in het tweede elftal van Tottenham. Hij maakte vier doelpunten in veertien wedstrijden, waaronder het winnende doelpunt tegen Arsenal onder 21. Het bestuur van de Londense club beloonde hem met een contract tot 2018. Op 22 december 2013 zat Bentaleb in de achttienkoppige selectie voor een competitietreffen met Southampton. Hij verving na 50 minuten de geblesseerde Moussa Dembélé. Tottenham won met 2–3 in het St. Mary's Stadium.
Daarna mocht hij ook invallen in de wedstrijden tegen West Bromwich Albion en Manchester United. Op 11 januari 2014 mocht hij in de competitiewedstrijd tegen Crystal Palace voor het eerst in de basiself beginnen. Nadat Bentaleb er 41 competitieduels op had zitten in het eerste elftal van Tottenham, verlengde hij in juli 2015 zijn contract tot medio 2020.

### Schalke 04
Tottenham verhuurde Bentaleb in augustus 2016 voor een seizoen aan FC Schalke 04. Dat lichtte in februari 2017 een optie in het huurcontract die de club het recht gaf om hem per 1 juli 2017 definitief over te nemen. Bentaleb tekende bij Schalke tot medio 2021. Op 21 januari 2020 werd Bentaleb voor een half seizoen verhuurd aan Newcastle United, hierbij kreeg de Engelse club tevens een optie tot koop. Hij speelde vijftien wedstrijden bij Newcastle United en keerde daarna terug bij Schalke. Het seizoen erop degradeerde hij met Schalke 04 uit de Bundesliga en kwam hij tot meerdere blessures tot slechts tien wedstrijden.

### Angers
In de zomer van 2021 keerde hij naar negen jaar in zijn geboorteland Frankrijk, om bij Angers SCO te gaan voetballen. Hier kwam hij in twee seizoenen tot 51 wedstrijden en vijf goals, maar degradeerde hij opnieuw, ditmaal uit de Ligue 1. Opnieuw verhuisde hij zelf niet mee naar de lagere competitie.

### OSC Lille
Lille OSC pikte Bentaleb op bij Angers en bood hem een contract voor twee seizoenen aan. Hij speelde 34 wedstrijden in zijn eerste seizoen, waaronder zeven in de Conference League.

## Clubstatistieken
| Seizoen | Club               | Competitie     | Competitie | Competitie | Beker | Beker | Internationaal | Internationaal | Totaal | Totaal |
| Seizoen | Club               | Competitie     | Wed.       | Dlp.       | Wed.  | Dlp.  | Wed.           | Dlp.           | Wed.   | Dlp.   |
| ------- | ------------------ | -------------- | ---------- | ---------- | ----- | ----- | -------------- | -------------- | ------ | ------ |
| 2013/14 | Tottenham Hotspur  | Premier League | 15         | 0          | 1     | 0     | 4              | 0              | 20     | 0      |
| 2014/15 | Tottenham Hotspur  | Premier League | 26         | 0          | 3     | 1     | 6              | 0              | 35     | 1      |
| 2015/16 | Tottenham Hotspur  | Premier League | 5          | 0          | 4     | 0     | 2              | 0              | 11     | 0      |
| 2016/17 | → Schalke 04       | Bundesliga     | 32         | 5          | 3     | 0     | 9              | 2              | 44     | 7      |
| 2017/18 | Schalke 04         | Bundesliga     | 16         | 4          | 3     | 0     | —              | —              | 19     | 4      |
| 2018/19 | Schalke 04         | Bundesliga     | 25         | 3          | 3     | 2     | 6              | 3              | 34     | 8      |
| 2019/20 | → Newcastle United | Premier League | 12         | 0          | 3     | 0     | —              | —              | 15     | 0      |
| 2020/21 | Schalke 04         | Bundesliga     | 9          | 0          | 1     | 0     | —              | —              | 10     | 0      |
| 2021/22 | Angers SCO         | Ligue 1        | 18         | 1          | 0     | 0     | —              | —              | 18     | 1      |
| 2022/23 | Angers SCO         | Ligue 1        | 30         | 4          | 3     | 0     | —              | —              | 33     | 4      |
| 2023/24 | Lille OSC          | Ligue 1        | 26         | 0          | 1     | 0     | 7              | 0              | 34     | 0      |
| 2024/25 | Lille OSC          | Ligue 1        | 0          | 0          | 0     | 0     | 0              | 0              | 0      | 0      |
| Totaal  | Totaal             | Totaal         | 214        | 17         | 25    | 3     | 34             | 5              | 275    | 25     |

## Interlandcarrière
Bentaleb debuteerde op 5 maart 2014 voor Algerije in een vriendschappelijke interland tegen Slovenië. Hij speelde de volledige wedstrijd, die met 2–0 gewonnen werd na doelpunten van El Arbi Hillel Soudani en Saphir Taïder. Op 2 juni werd hij opgenomen in de selectie voor het wereldkampioenschap voetbal 2014 in Brazilië door bondscoach Vahid Halilhodžić. Hij speelde mee in de drie groepsduels. In januari 2015 nam hij deel aan het Afrikaans kampioenschap voetbal 2015 in Equatoriaal-Guinea.